# PKP-Baureihe SN80
Die PKP-Baureihe SN80 waren Triebwagen der Polnischen Staatsbahn PKP aus landeseigener Produktion für den Schnell- und Eilzugverkehr auf nicht elektrifizierten Haupt- und Nebenstrecken. Die Fahrzeuge besaßen eine dieselhydraulische Antriebsanlage.
Von der Serie wurden 13 Exemplare hergestellt, die bis Ende der 1970er Jahre eingesetzt und danach ausgemustert wurden.

## Geschichte
Die polnischen Staatseisenbahnen PKP planten ab 1959, bis 1960 25 Triebwagen aus landeseigener Produktion zu beschaffen, die etwa genauso groß wie die PKP-Baureihe SN61 waren, jedoch in der Leistung etwas schwächer ausgelegt waren. Neben einem Projekt für ein Fahrzeug mit dieselmechanischer Leistungsübertragung unter der Typenbezeichnung 4M war dieses Fahrzeug mit der Typenbezeichnung 5M mit dieselhydraulische Leistungsübertragung geplant. 25 Fahrzeuge sollten gebaut werden. 1959 wurde von Cegielski in Poznań ein Prototyp hergestellt und als SN80-001 bezeichnet. Nach ausgiebigen Erprobungen wurden von 1961 bis 1964 insgesamt 13 Exemplare gebaut, die Betriebsnummern bis SN80-013 erhielten. Eine Weiterbeschaffung war nicht mehr möglich, da das verwendete Strömungsgetriebe nicht mehr geliefert werden konnte.
Die Fahrzeuge besaßen eine geräuscharme Antriebsanlage. Es gibt keine Einsatzdaten, lediglich der SN80-012 war in Leszno beheimatet und wurde bis 1979 eingesetzt. Danach wurde er abgestellt und 1981 ausgemustert. Der Triebwagen wurde zuerst zu dem Eisenbahnmuseum Warschau übergeben. Nach mehrjähriger Abstellung im Bahnhof Warszawa Główna wurde er 1995 nach Leszno transportiert, wo er aufgearbeitet wurde. 2016 wurde das Fahrzeug dem Eisenbahnmuseum in Jaworzyna Śląska übergeben.

## Technische Merkmale
Die Triebwagen hatten zwei mittlere Einstiegsräume, wobei der eine Einstiegsraum mit Doppeldrehtür und der andere mit Doppelschiebetür ausgestattet war. Die an den Enden vorhandenen Führerstände besaßen ebenfalls zwei Einstiege. Neben dem Einstieg mit der Doppeldrehtür befand sich der Motorraum sowie der Gepäckraum. Die sonstige Innenraumgestaltung wurde von einem herkömmlichen Personenwagen übernommen. Zwischen den Einstiegstüren befand sich ein Abteil für die Reisenden mit 16 sowie ein zweites mit 32 Sitzplätze. Der Innenraum wurde mit Dampf beheizt. Für die Heizung der Beiwagen war eine Dampfheizanlage vorhanden.
Angetrieben wurde der Wagen von einem Zwölfzylinder-Viertakt-Dieselmotor mit einer Leistung von 260 kW (350 PS). Er gab seine Kraft an ein Strömungsgetriebe von Voith mit der Bezeichnung Typ T26 / WAG / V ab. Der Triebwagen erreichte eine Höchstgeschwindigkeit von 100 km/h und besaß Vielfachsteuerung. Es konnten bis zu vier Triebwagen SN80 von einem Führerstand aus gesteuert werden.